# Hyllus aubryi
Hyllus aubryi là một loài nhện trong họ Salticidae.
Loài này thuộc chi Hyllus. Hyllus aubryi được Hippolyte Lucas miêu tả năm 1858.